# Martin Medek von Müglitz

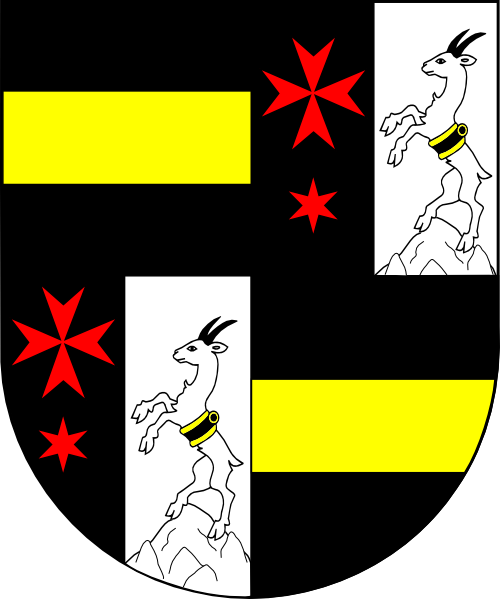
Wappen des Martin Medek von Müglitz als Erzbischof von Prag

Martin Medek von Müglitz (auch: Martin Medek; tschechisch Martin Medek z Mohelnice; * 1538 in Müglitz; † 2. Februar 1590 in Prag) war Erzbischof von Prag.

## Werdegang
Nach dem Theologiestudium am Jesuitenkolleg in Olmütz empfing Martin Medek die Priesterweihe. Danach war er kurze Zeit Hofkaplan des Prager Erzbischofs Anton Brus von Müglitz und wurde später Dekan des Kapitels von St. Peter in Brünn. Nachdem er in den Orden der Kreuzherren mit dem Roten Stern eingetreten war, wirkte er als Pfarrer der Ordenspfarreien in Hödnitz, Freiberg und vermutlich auch in Müglitz. 1577 wurde er Propst des Kreuzherrenstifts Pöltenberg bei Znaim und, obwohl dieses Amt dem Prager Erzbischof vorbehalten war, 1577 Hochmeister seines Ordens.

### Erzbischof von Prag
Nach dem Tod des Prager Erzbischofs Anton Brus von Müglitz nominierte Kaiser Rudolf II. Martin Medek am 15. Januar 1581 zu dessen Nachfolger. Der päpstlichen Bestätigung vom 17. April d. J. folgte am 8. Oktober d. J. die Bischofsweihe durch den Erzbischof Georg Dražkovič von Kolocsa. Für die Zukunft verbot der Kaiser dem Kreuzorden die Wahl eines eigenen Hochmeisters, da dieses und das Amt des Prager Erzbischofs aus ökonomischen Gründen miteinander verbunden waren.
Schon im Jahr seines Amtsantritts unternahm Martin Medek auf den königlichen Herrschaften Visitationen und veranlasste Klerusversammlungen, mit denen er auf den Lebenswandel und die Disziplin der Priester einwirken wollte. Wegen des Priestermangels wurden während seiner Amtszeit Jesuitenkollegien in Krumau, Wittingau und Komotau gegründet und das Karmeliterkloster in Tachau mit Mönchen aus Bayern besiedelt. Die Errichtung eines eigenen Priesterseminars wurde ihm jedoch vom Kaiser nicht gestattet. 1581 unterstellte sich das utraquistische Konsistorium der Jurisdiktion des Erzbischofs, mit dessen Unterstützung es die Ausbreitung der Lutheraner und der Böhmischen Brüder verhindern wollte. Der Erzbischof seinerseits versuchte, die Ausbreitung aller Nichtkatholiken zu unterbinden und verweigerte die Weihe utraquistischer Priester, duldete jedoch die Kelchkommunion. Als er 1586 die Bannbulle Sixtus V. gegen Häretiker drucken und verbreiten ließ, wurde er vom Kaiser gerügt und angehalten, für Drucke und Anschläge künftig die kaiserliche Bewilligung einzuholen.
Martin Medek war gebildet und beherrschte fünf Sprachen. Er stand in gutem Einvernehmen mit dem Nuntius und beteiligte sich an dessen Rekatholisierungsplan, der 1584 dem Kaiser vorgelegt wurde. Auf seine Veranlassung wurden 1588 die Gebeine des böhmischen Landespatrons Prokop aus dem verlassenen Kloster Sázava in die Allerheiligenkirche auf der Prager Burg überführt. Kurz vor seinem Tod gründete er in Müglitz ein Hospital für Arme. Sein Leichnam wurde im Veitsdom beigesetzt.